# Fortunat
Fortunat je moško osebno ime, redko tudi priimek.

## Izvor imena
Ime Fortunat izhaja iz latinskega imena Fortunatus, ki se je kot vzdevek dodajalo starorimskim imenom. Ime razlagajo z latinskim pridevnikom fortunatus v pomenu besede »srečen, blažen; premožen, bogat«, ki izhaja iz samostalnika fortuna v pomenu »usoda, slučaj; sreča; imetje, premoženje«.

## Različice imena
- moške različice imena: Forti, Forto, Fortunato
- ženske različice imena: Fortuna, Fortunata
- sorodna imena: Felicijan, Feliks, Felicita

## Tujejezikovne različice imena
- pri Angležih, Italijanih, Nemcih: Fortunato
- pri Poljakih: Fortunat

## Pogostost imena
Po podatkih Statističnega urada Republike Slovenije je bilo na dan 31. decembra 2007 v Sloveniji število moških oseb z imenom Fortunat: 42.

## Osebni praznik
V koledarju je ime Fortunat skupaj z Mohorjem 12. julija in pa 14. oktobra (Fortunata iz Cezareje v Palestini, mučenka, † 14.okt. okoli leta 304).

## Priimki nastali iz imena
Iz imena Fortunat so nastali naslednji priimki: Fertič, Forte, Fortek, Fortič, Fortin, Fortun, Fortuna in drugi. 

## Zanimivost
V Sloveniji je 16 cerkva sv. Mohorja in Fortunata.